# Вайнберг, Феликс
Феликс Иржи Вайнберг (англ. Felix Jiri Weinberg; 2 апреля 1928, Усти-над-Лабем, Чехословакия — 5 декабря 2012, Лондон, Англия) — британский физик, специалист в области физики горения. Член Лондонского королевского общества (1983). Почётный профессор (эмерит) в Имперском колледже Лондона.

## Биография
Феликс Вайнберг родился 2 апреля 1928 года в г. Усти-над-Лабем Судетской области Чехословакии в семье Виктора Вайнберга (Victor Weinberg) и Нелли Марии Альтшуль (Nelly Maria Altschul). В годы Второй мировой войны, будучи подростком, он из-за еврейского происхождения провёл несколько лет в Освенциме, Бухенвальде и других нацистских концентрационных лагерях. Он прибыл в Великобританию сразу после окончания войны. 
Не имея возможности учиться в школе во время войны, он посещал занятия в Лондонском университете как вольнослушатель. В 1951 году он был принят в Имперский колледж Лондона как лаборант, а уже в 1954 году защитил диссертацию, в которой разработал новые оптические методы анализа структуры пламени. С 1967 году он работал как профессор физики горения Имперского колледжа Лондона.
Как один из выживших в концентрационных лагерях, он крайне скептически отзывался о вымышленных мемуарах о Холокосте: 

Я всегда стремился избегать чтения литературы о Холокосте и считаю некоторые из недавних вымышленных историй, выдаваемых за подлинные, абсолютно возмутительными. Это равнозначно осквернению воинских захоронений.Оригинальный текст (англ.)I have always tended to avoid Holocaust literature and find some of the recent fictional accounts masquerading as true stories profoundly disturbing. It is tantamount to desecrating war graves.

 Его собственный рассказ о его детских годах и жизни в нацистских концентрационных лагерях был опубликован под заглавием «Мемуары подростка 30529» в 2013 году вскоре после его смерти.

## Научные достижения
В начале карьеры Вайнберг занимался разработкой оптических методов анализа горения. В 1963 году вышла его монография «Оптика пламени».
В 1960-е годы он изучал взаимодействие пламени с электрическим полем, в том числе с плазменными струями, которые могут использоваться для очистки продуктов горения от вредных выбросов (окислов азота). Результаты исследований были обобщены в вышедшей в 1969 году книге «Электрические аспекты горения».
В начале 1970-х годов Вайнберг предложил концепцию устройств горения с рециркуляцией тепла, что позволяет сжигать смеси с пониженным содержанием горючего и тем самым существенно снижать вредные выбросы.
В течение многих лет он принимал участие в деятельности Международного института горения и был его директором.

## Награды
- 1972 — серебряная медаль Международного института горения
- 1980 — золотая медаль Бернарда Льюиса Международного института горения за выдающиеся исследования в области горения, в особенности за адаптацию методов физических измерений к процессам в пламени[9]
- 1988 — медаль Румфорда Лондонского королевского общества[10]